# The Round Mountain
The Round Mountain är ett berg i Australien. Det ligger i regionen Armidale Dumaresq och delstaten New South Wales, i den sydöstra delen av landet, omkring 390 kilometer norr om delstatshuvudstaden Sydney. Toppen på The Round Mountain är 1 579 meter över havet.
The Round Mountain är den högsta punkten i trakten. Trakten runt The Round Mountain är nära nog obefolkad, med mindre än två invånare per kvadratkilometer.. Närmaste större samhälle är Ebor, omkring 11 kilometer öster om The Round Mountain.
I omgivningarna runt The Round Mountain växer i huvudsak städsegrön lövskog. Genomsnittlig årsnederbörd är 1 380 millimeter. Den regnigaste månaden är januari, med i genomsnitt 314 mm nederbörd, och den torraste är oktober, med 6 mm nederbörd.